# Florence Gossiaux
Florence Gossiaux (L'Isle-Adam, 25 maggio 1966) è un'ex atleta paralimpica e tennistavolista francese.

## Biografia
Gossiaux ha gareggiato nelle gare di velocità e mezzofondo alle Paralimpiadi di Seul 1988 dove ha vinto una medaglia d'argento negli 800 metri piani. A Barcellona 1992 ha vinto una medaglia d'argento nei 100 metri e una medaglia di bronzo negli 800 metri. L'ultima medaglia paralimpica l'ha conquistata a Sydney 2000, dove ha vinto la medaglia di bronzo nei 100 metri.
Dopo aver lasciato l'atletica leggera, sceglie di dedicarsi al tennistavolo in cui ha finora ottenuti due bronzi e un argento europeo.

## Palmarès

### Atletica leggera
| Anno | Manifestazione     | Sede       | Evento          | Risultato | Prestazione | Note |
| ---- | ------------------ | ---------- | --------------- | --------- | ----------- | ---- |
| 1988 | Giochi paralimpici | Seul       | 800 m piani 1C  | Argento   | 3'13"87     |      |
| 1992 | Giochi paralimpici | Barcellona | 100 m piani TW2 | Argento   | 22"71       |      |
| 1992 | Giochi paralimpici | Barcellona | 800 m piani TW2 | Bronzo    | 3'03"90     |      |
| 2000 | Giochi paralimpici | Sydney     | 100 m piani T52 | Bronzo    | 23"49       |      |

### Tennis da tavolo
| Anno | Manifestazione | Sede               | Evento               | Risultato |
| ---- | -------------- | ------------------ | -------------------- | --------- |
| 2011 | Europei        | Spalato            | A squadre classe 2   | Argento   |
| 2011 | Europei        | Spalato            | Singola classe 1-2   | Bronzo    |
| 2013 | Europei        | Lignano Sabbiadoro | A squadre classe 1-3 | Bronzo    |